# Vampirski netopirji
Vampirski netopirji, tudi samo vampirji (znanstveno ime Desmodontinae), so poddružina listonosih netopirjev, v katero uvrščamo tri danes živeče vrste netopirjev, razširjene po Srednji in Južni Ameriki. Ime so dobili po značilnosti, da se prehranjujejo zajedavsko, s krvjo drugih živali, kar je posebnost med netopirji.

## Opis
So srednje veliki netopirji s sivorjavim do rjavim kožuhom in kratkim gobcem s kožnimi izbolklinami. Okoli gobca so specializirane čutnice za toploto (termoreceptorji), s katerimi zaznajo gostitelja. Za razliko od ostalih netopirjev, ki so izgubili sposobnost hoje, se gostitelju približajo po tleh s skakajočim premikanjem, pri katerem se odrivajo s sprednjimi okončinami, in se vzpnejo nanj s pomočjo dobro razvitih sprednjih palcev s kremplji. Veliki vampir se prehranjuje na sesalcih, preostali dve, mnogo redkejši vrsti, pa na ptičih. Z zelo ostrimi sprednjimi sekalci zarežejo v kožo gostitelja in nato ližejo iztekajočo kri. Strjevanje krvi prepreči snov v njihovi slini.

## Taksonomija
Tri vrste se precej razlikujejo med seboj, zato je vsaka uvrščena v svoj rod. V starejših virih so bili vampirski netopirji klasificirani kot samostojna družina, Desmodontidae, po zdaj uveljavljenem mnenju pa spadajo med listonose netopirje Novega sveta. Kljub razlikam so si med seboj bolj podobni kot katerikoli drugi vrsti, kar nakazuje, da se je prehranjevanje s krvjo (hematofagija) v vsej evolucijski zgodovini netopirjev razvila le enkrat, pri njihovem zadnjem skupnem predniku.:163–167
Seznam živečih in fosilnih vrst:
- poddružina Desmodontinae
  - rod Desmodus[5]
    - †Desmodus archaeodaptes
    - †Desmodus draculae
    - veliki vampir (Desmodus rotundus)
    - †Desmodus stocki

  - rod Diphylla
    - Diphylla ecaudata

  - rod Diaemus
    - belorobi vampir (Diaemus youngi)